# Finlands ungdomssamarbete Allians
Finlands ungdomssamarbete Allians är en finländsk, politiskt och religiöst obunden, nationell service- och intresseorganisation för ungdomsarbete.
Finlands ungdomssamarbete Allians, som grundades 1992 och har sitt säte i Helsingfors, organiserar utbildning, förmedlar information och utbytesplatser till utlandet samt bedriver utvecklingssamarbete. Därutöver deltar organisationen i debatten kring ungdomssektorns resurser, samarbetar med olika förvaltningsgrenar och arbetar för att utveckla ett mångkulturellt ungdomsarbete. Internationellt deltar organisationen i olika ungdomsorganisationers verksamhet och bedriver samarbete med Nordiska rådet, Europeiska rådet, Europeiska unionen och Förenta nationerna. Organisationen tillhandahåller ungdomar under 26 år det sameuropeiska förmåns- och servicekortet Herkules och utger ungdomssektorns enda fackpublikation Nuorisotyölehti-Ungdomsarbete.